# Kasia Moś

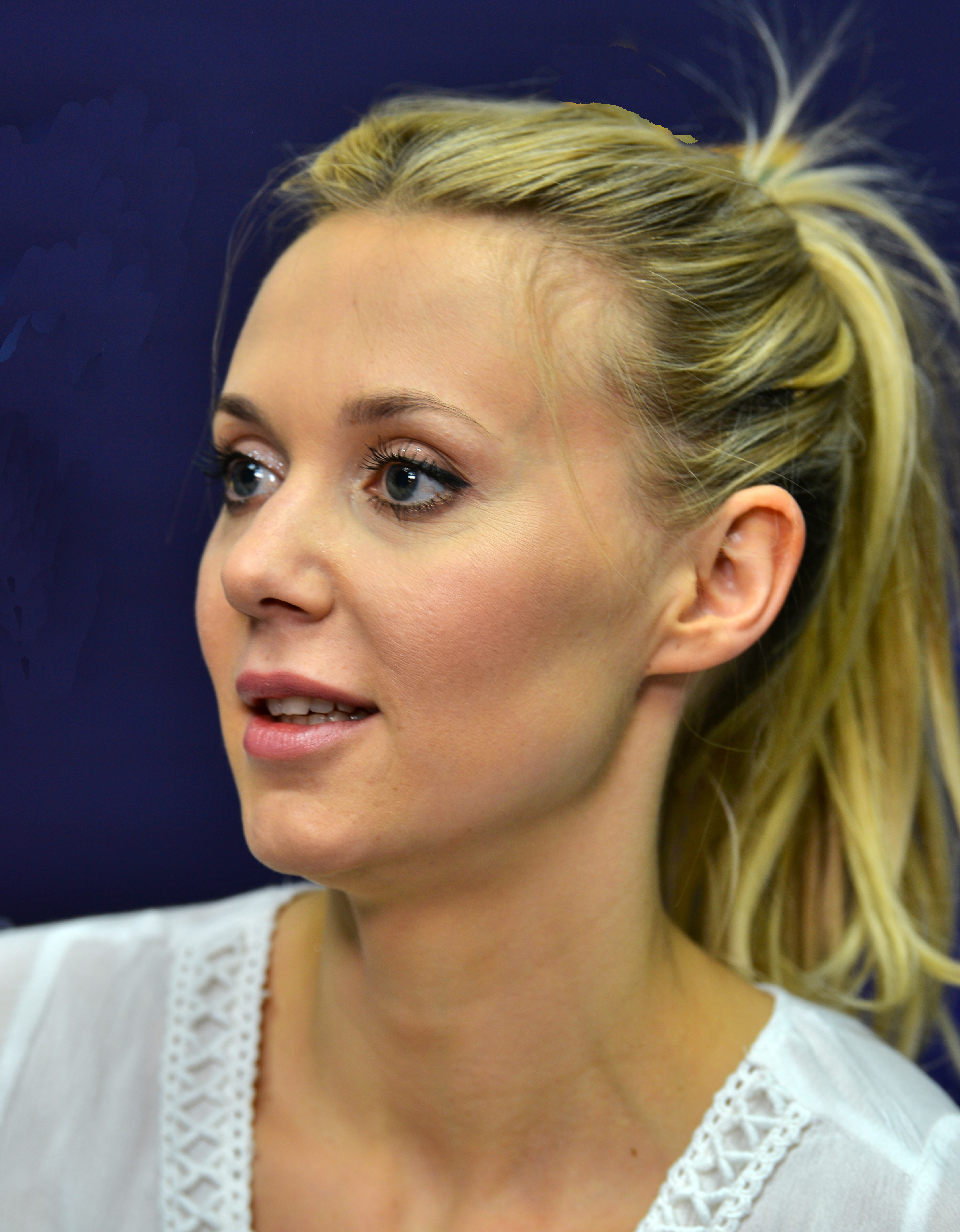
Kasia Moś beim Eurovision Song Contest 2017

Katarzyna „Kasia“ Moś (* 3. März 1987 in Ruda Śląska) ist eine polnische Sängerin.

## Karriere
Kasia Moś ist die Tochter von Marek Moś, einem Mitglied des Orchesters Aukso. Sie absolvierte die Frédéric-Chopin-Musikschule Bytom mit einem Abschluss in Piano und Cello und dann die Karol-Szymanowski-Musikakademie Katowice an der Fakultät für Jazz. Zusätzlich wurde sie von Persönlichkeiten wie Elżbieta Chlebek, Beata Przybytek, Gerald Trottman, Agata Pisko, Anna Serafińska und Marek Bałata unterrichtet. Sie arbeitete aber auch zusammen mit Robin Antin, der Gründerin der The Pussycat Dolls, dem Orchester ihres Vaters, der Lothar Dziwoki Big Band, Borys Szyc oder Grzech Piotrowski. Sie nahm auch am Musical Król Lear teil.
2006 nahm sie am Piosenka dla Europy 2006 teil, dem polnischen Vorentscheid zum Eurovision Song Contest. Mit dem Lied I Wanna Know belegte sie Platz zehn von 15. 2012 nahm sie an der polnischen Castingshow Must Be the Music teil. Dort erreichte sie Platz drei. 2016 folgte die Teilnahme am Krajowe Eliminacje 2016 mit Addicted, wo sie nicht unter die finalen Drei kam.
2017 wiederholte sie ihre Teilnahme. Beim Krajowe Eliminacje 2017 erreichte sie mit Flashlight den ersten Platz und vertrat daraufhin Polen beim Eurovision Song Contest 2017 in Kiew. Sie kam im Wettbewerb auf Platz 22.

## Diskografie

### Alben
- 2015: Inspination
- 2021: Moniuszko 200 (mit Aukso)

### Singles
- 2015: Pryzmat
- 2016: Addiction
- 2017: Flashlight
- 2018: Wild Eyes (mit Norma John)
- 2020: Wait (mit Magda Adamiak)
- 2020: Ślad
- 2021: Częściej (mit Happy Prince)
- 2021: Mimi
- 2021: Dobre moce (mit Jarecki)